# Изрисуван храстов пъдпъдък
Изрисуваният храстов пъдпъдък (Perdicula erythrorhyncha) е вид птица от семейство Phasianidae.

## Разпространение и местообитание
Разпространен е в Индия.